# Renault Celtaquatre
La Celtaquatre est une automobile fabriquée par Renault de 1934 à 1938.
Le 26 avril 1934, une Celtaquatre tourne sur l'anneau de vitesse du circuit de Montlhéry pendant six heures, à la moyenne de 111,466 km/h.

## Détails et évolutions
1934-1938 : moteur avec quatre cylindres en ligne de 1 463 cm3 à soupapes latérales, 30 ch, alésage - course  70 × 95 mm.
En mai 1934, est dévoilée la Celtaquatre. Elle était destinée à concurrencer la Traction Avant de Citroën.
Sa silhouette toute en rondeur lui valut le surnom de « Celtaboule ».
En 1935, des retouches sont apportées au capot, dont les parties latérales sont désormais décorées de joncs chromés horizontaux à la place des trois volets.
Elles sont toutes proposées dans une livrée en bi-ton (les ailes étaient systématiquement peintes en noir, ce qui était courant à l'époque, par exemple chez Citroën). Un supplément de 400 francs est demandé pour une couleur unique.
En 1936, la Celtaquatre perd ses rondeurs et prend une forme plus aérodynamique. 
Apparition de deux nouveaux types de carrosserie : un cabriolet et un coach.
En 1937, la Celtaquatre reçoit une calandre en V d'inspiration américaine, que l'on retrouvera sur toute la gamme.
En 1938, apparition du pare-chocs à lames droites. Disparition du coupé.
1939 : la Celtaquatre laisse la place à la Juvaquatre.

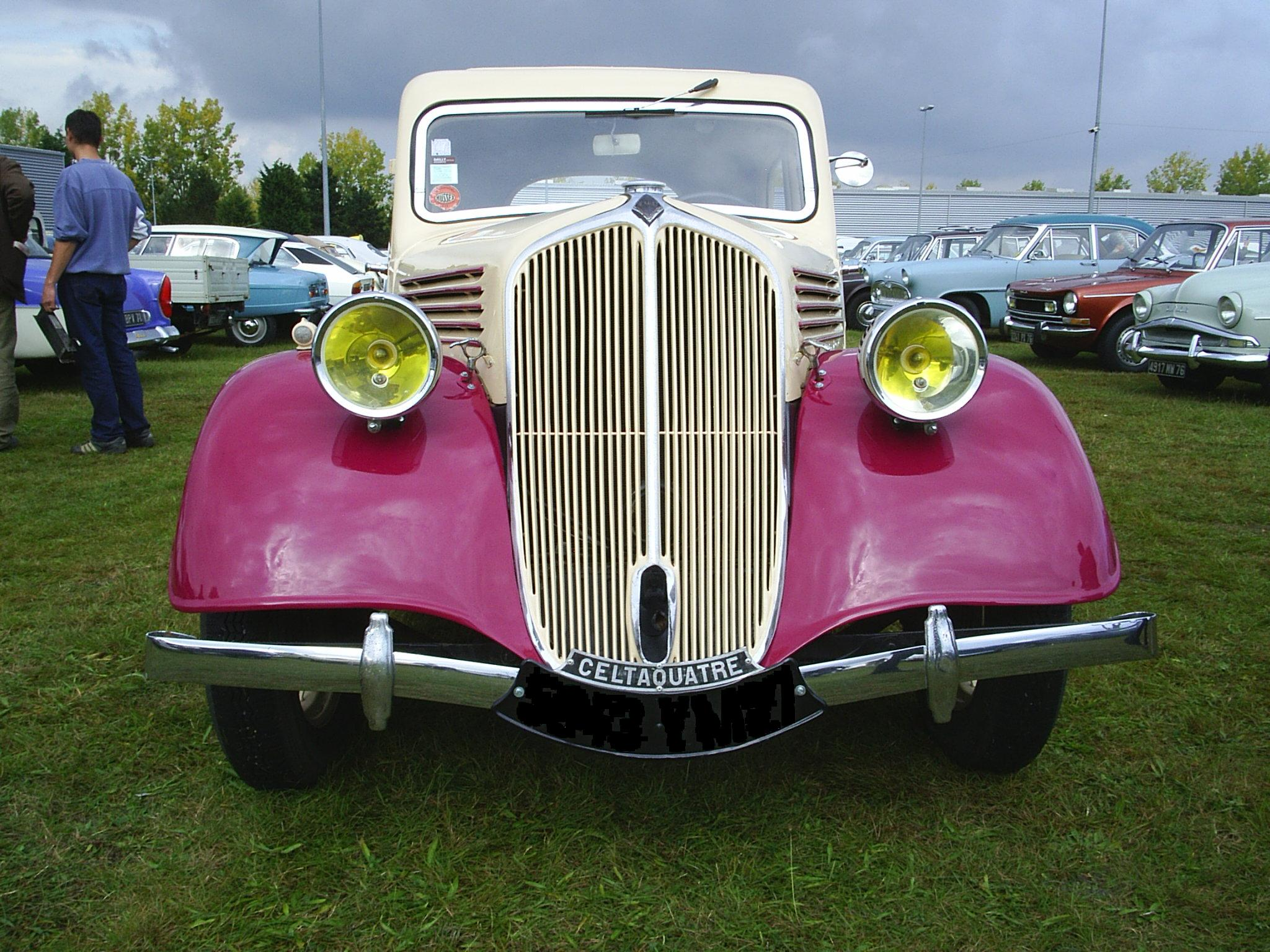
Renault Celtaquatre.

## Caractéristiques
- Consommation : 8 litres aux 100 km
- Vitesse maximale : 100 km/h
- Puissance : 30 ch SAE (8 CV)
- Freins : à câbles sur tambours AV et AR

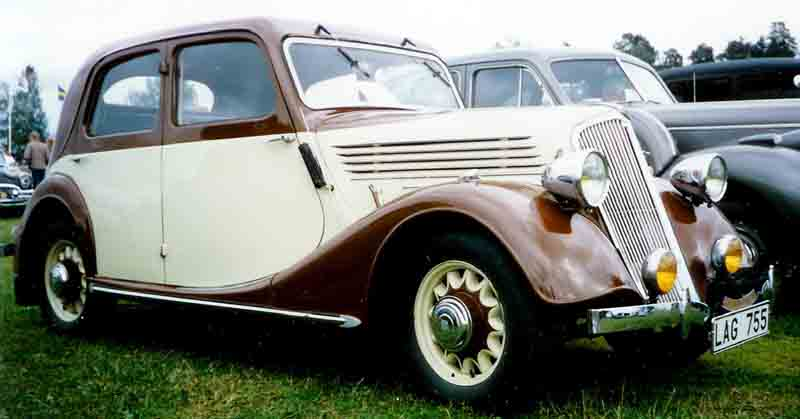
Renault Celtaquatre Berline de 1935.

- Batterie 6 V
- Carburateur Solex
- Pneus 5,25 × 16

## Types
- ZR1
- ZR2
- AEC1 (conduite commerciale)
- ADC1
- ADC2
- ADC3
- BCR

## Classement dans le système fiscal et assurantiel français
La voiture a été taxée à 8 CV.